# Txihirín
Txihirín (ucraïnès: Чигири́н, pronunciació AFI tʃɪɦɪˈrɪn) és una ciutat situada al districte de Txerkassi de la província de Txerkassi de la Ucraïna central. Del 1648 al 1669 la ciutat fou la residència del Hetman. Després d'un trasllat forçat de la seu metropolitana ortodoxa rutena des de Kíev el 1658, es va convertir en una capital de ple dret de l'Hetmanat cosac. Txyhyryn també es va convertir en un lloc tradicional de reunió per al nomenament de l'hetman de l'exèrcit de Zaporíjia. És la seu de l'administració de la hromada urbana de Txyhyrýn, una de les hromades d'Ucraïna. La població estimada en 2021 fou de 8.664 habitants.

## Galeria

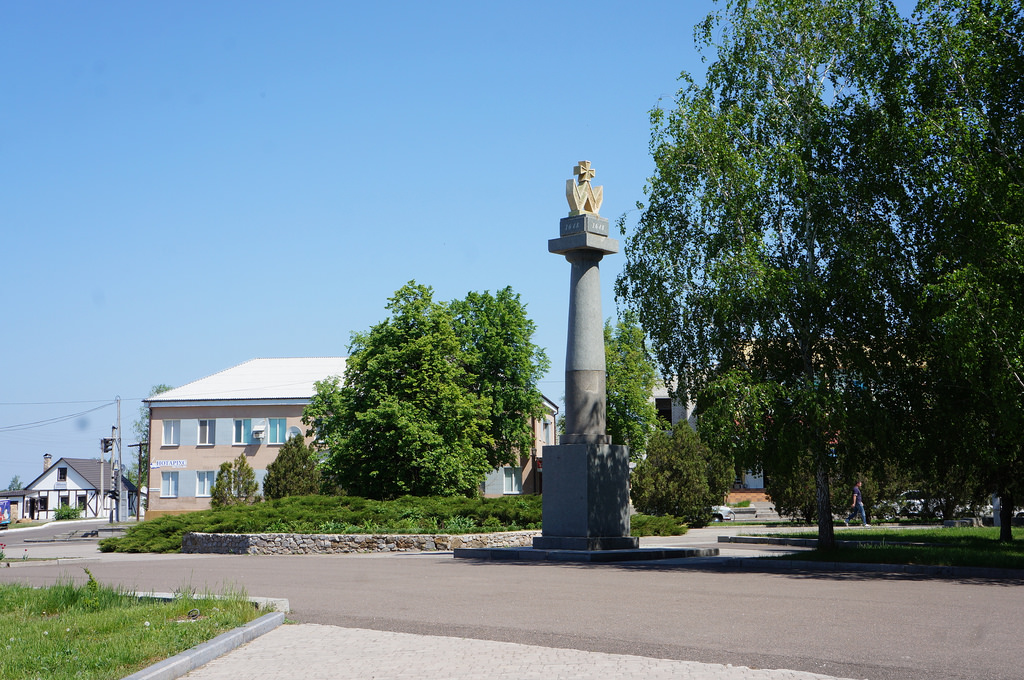
Plaça principal de Txyhyrýn
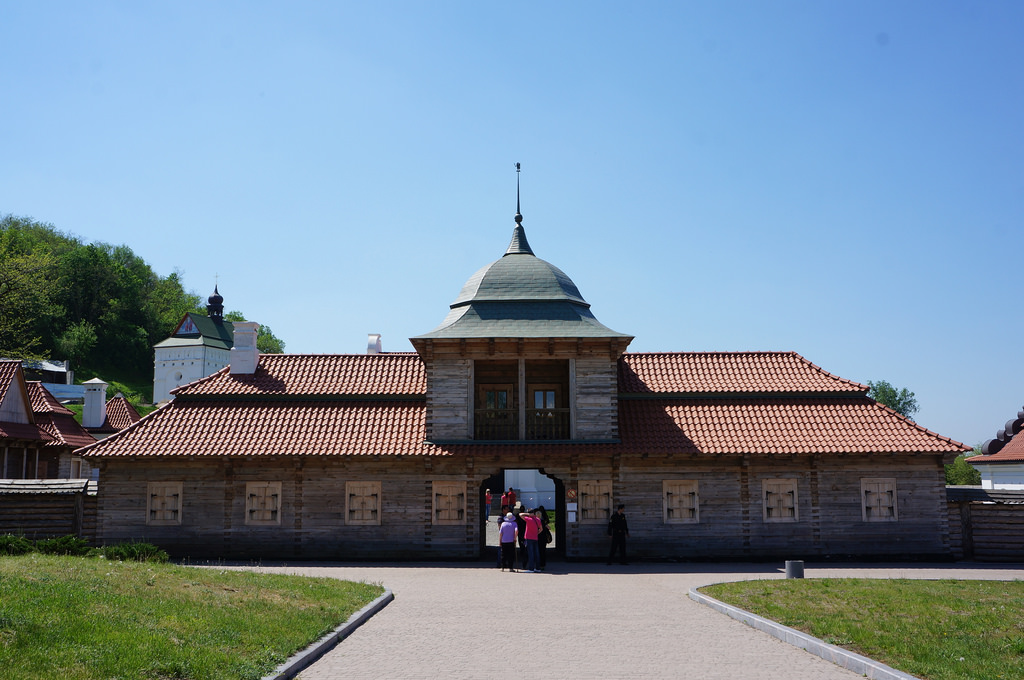
Entrada de la residència restaurada de Bohdan Khmelnitski
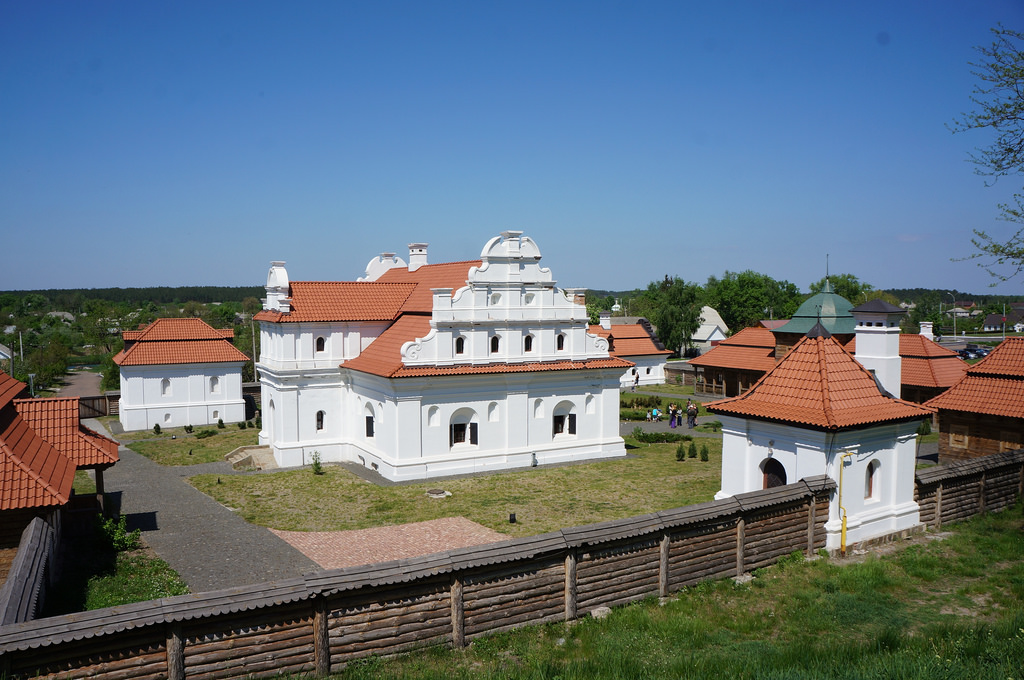
Residència Bohdan Khmelnitski
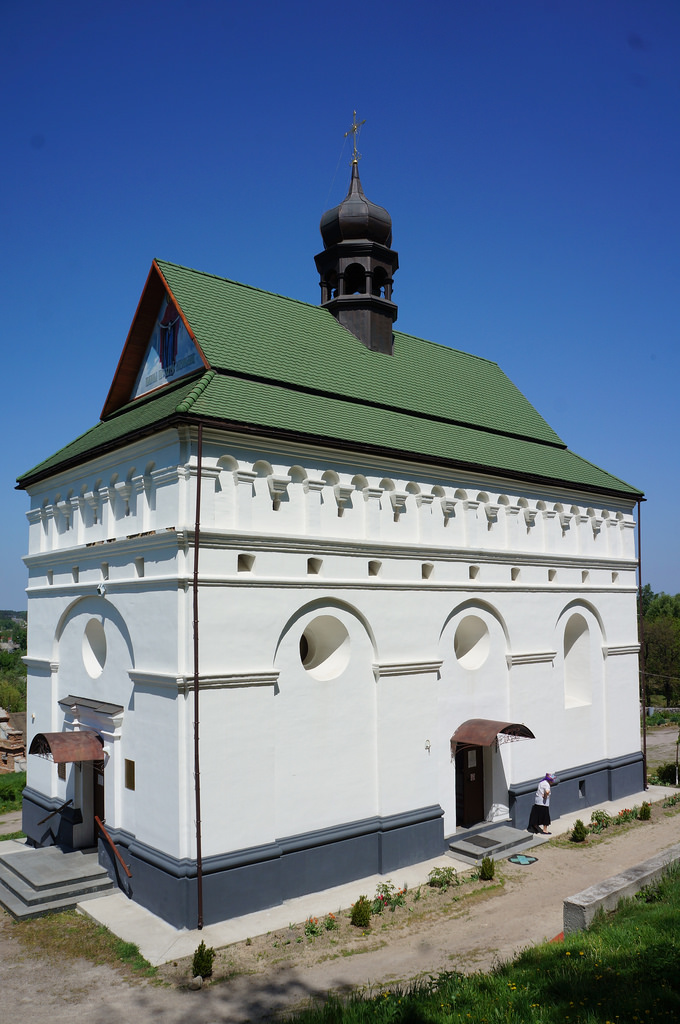
Església de Sant Pere i Sant Pau
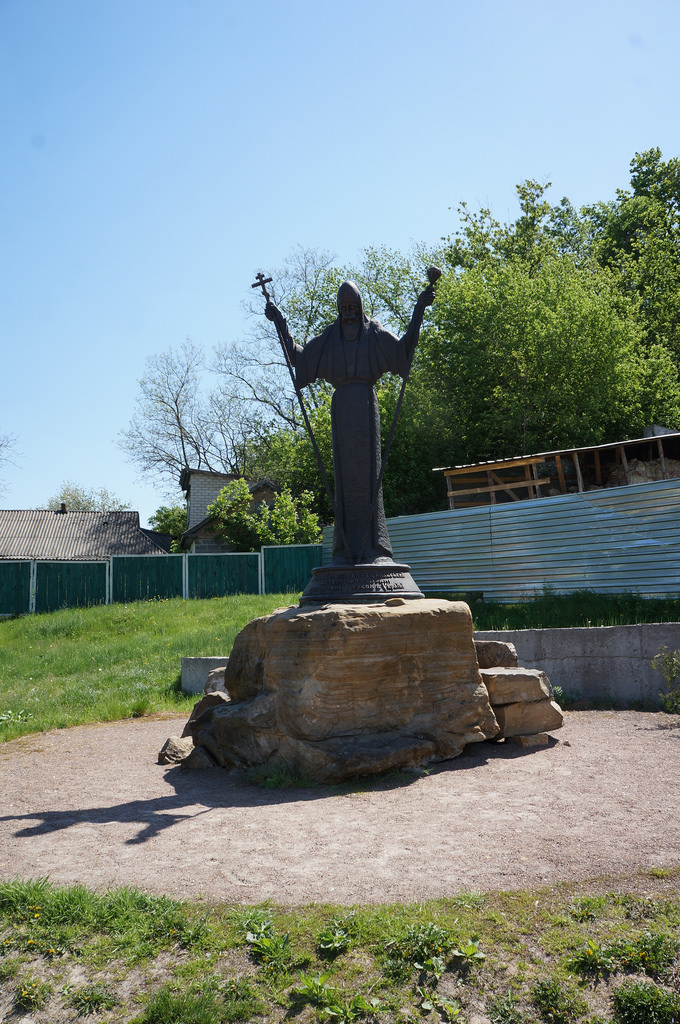
Una estàtua prop de l'església
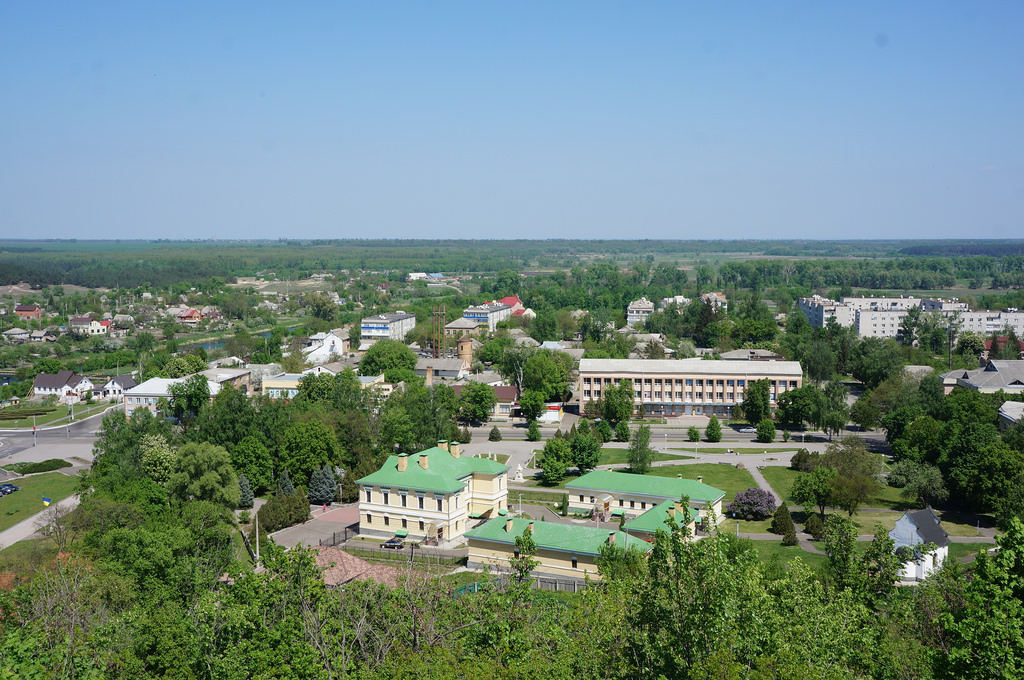
Vista de la ciutat des del turó del castell
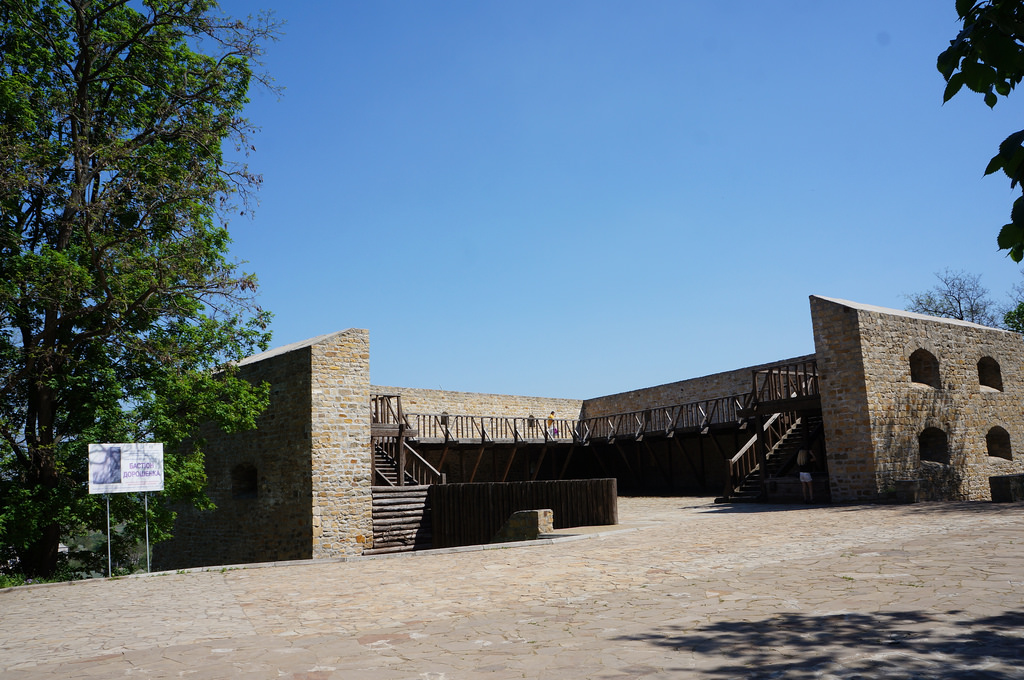
Restes de la fortalesa de Txyhyrýn al turó del castell
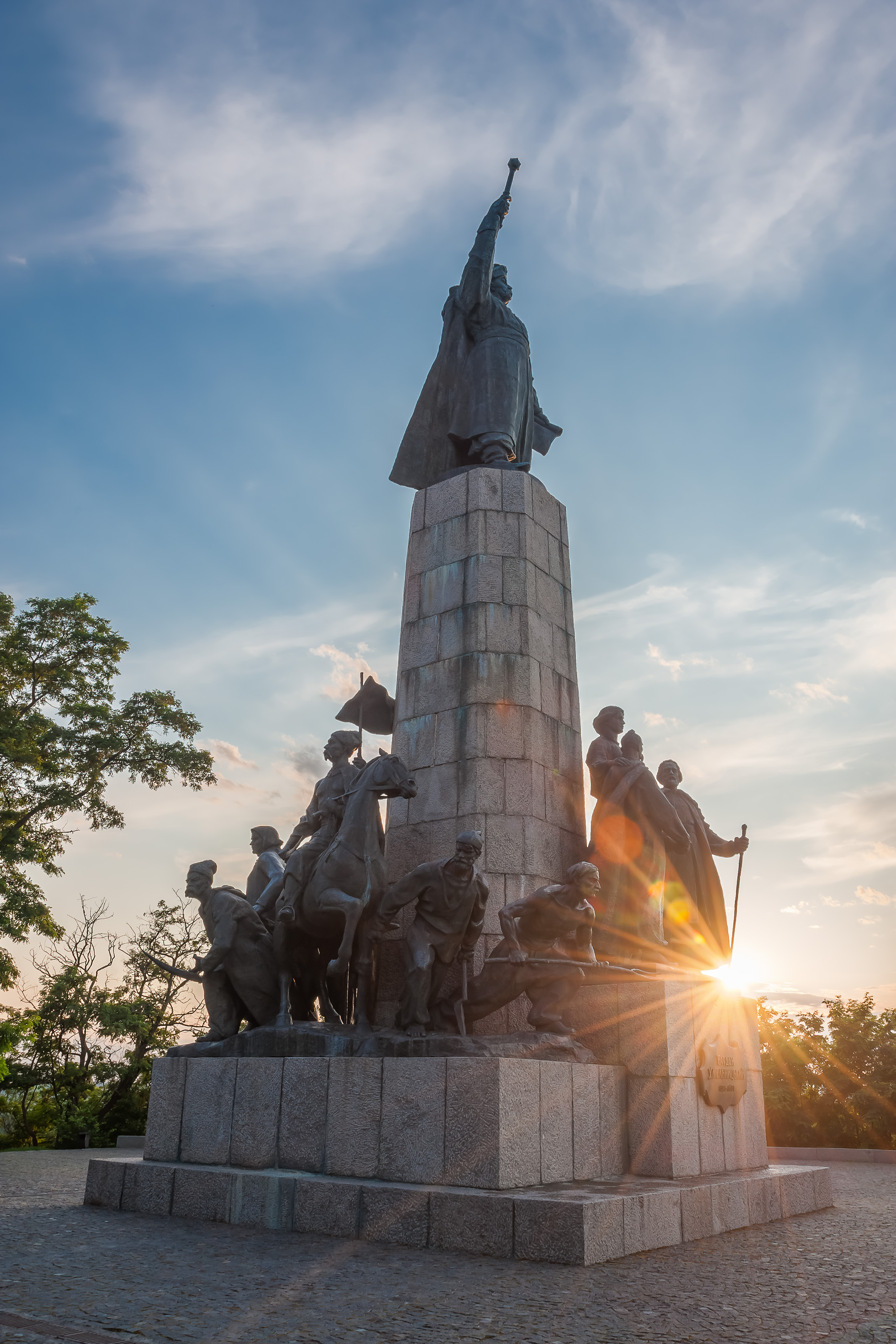
Monument de Bohdan Khmelnitski